# Development Cup 2022
Development Cup 2022 byl 3. ročník turnaje národních družstev v ledním hokeji pro týmy z Evropy, Afriky a Jižní Ameriky, jejichž národní hokejové federace jsou členy IIHF a nezúčastní se v daném roce turnaje Mistrovství světa. Uskutečnil se od 4. květen do 7. května 2022 ve Füssenu v Německu za účasti šesti zemí. Jednotlivé reprezentace se utkali systémem každá s každou v jedné skupině. Vítězem se stala Kolumbie před Lichtenštejnskem a Irskem

## Výsledky
|    |                 | Kolumbie | Lichtenštejnsko | Irsko | Alžírsko | Andorra | Portugalsko | V | R | P | VG | OG | B |
| 1. | Kolumbie        | ***      | 3:1             | 3:3   | 11:1     | 8:3     | 16:3        | 4 | 1 | 0 | 41 | 11 | 9 |
| 2. | Lichtenštejnsko | 1:3      | ***             | 7:6   | 11:2     | 8:4     | 3:0         | 4 | 0 | 1 | 30 | 15 | 7 |
| 3. | Irsko           | 3:3      | 6:7             | ***   | 7:6      | 6:6     | 12:4        | 2 | 2 | 1 | 34 | 26 | 6 |
| 4. | Alžírsko        | 1:11     | 2:11            | 6:7   | ***      | 14:5    | 9:1         | 2 | 0 | 3 | 32 | 35 | 4 |
| 5. | Andorra         | 3:8      | 4:8             | 6:6   | 5:14     | ***     | 13:0        | 1 | 1 | 3 | 31 | 36 | 3 |
| 6. | Portugalsko     | 3:16     | 0:3             | 4:12  | 1:9      | 0:13    | ***         | 0 | 0 | 5 | 8  | 53 | 0 |